# Epepeotes lateralis
Epepeotes lateralis är en skalbaggsart som först beskrevs av Guérin-Méneville 1831.  Epepeotes lateralis ingår i släktet Epepeotes och familjen långhorningar.
Artens utbredningsområde är Sulawesi. Inga underarter finns listade i Catalogue of Life.

## Bildgalleri

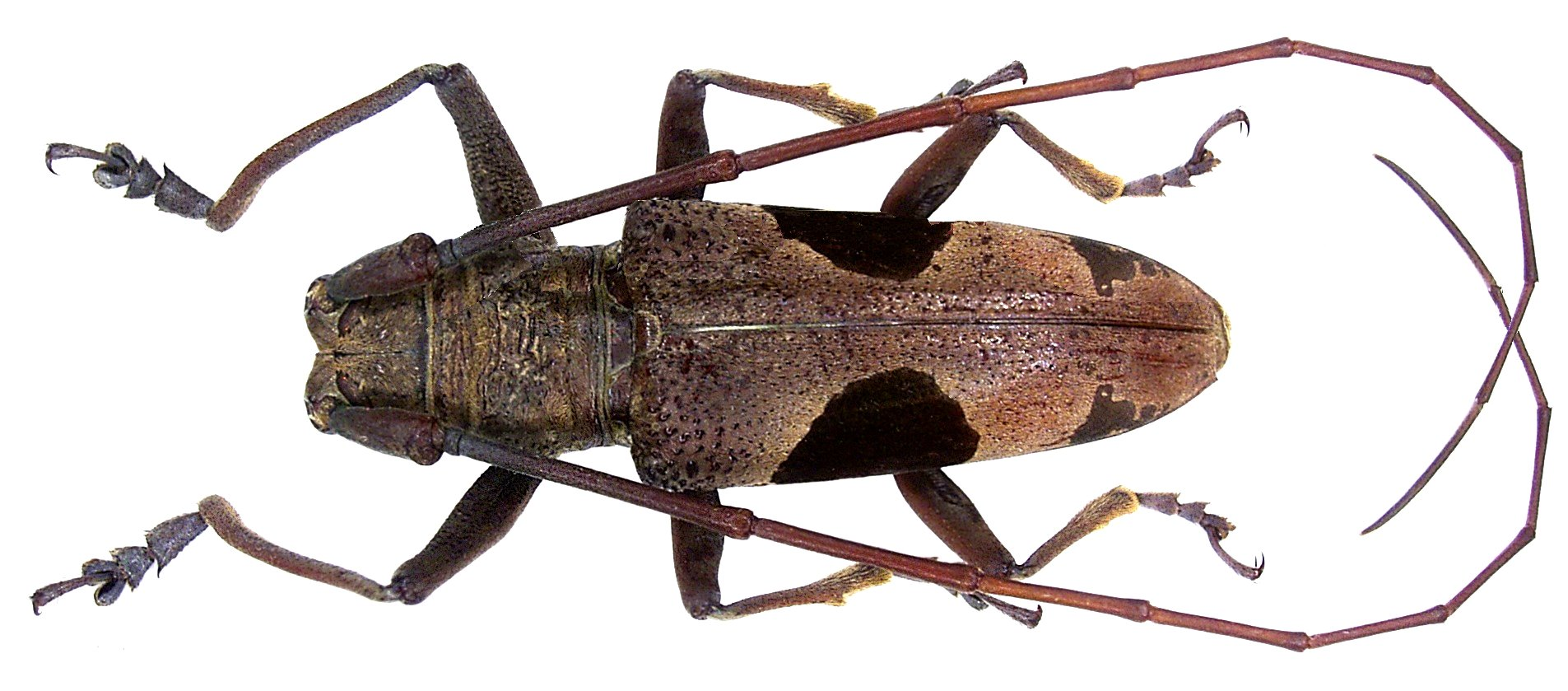